# 別茲沃德涅 (揚皮爾區)
48°26′2″N 28°18′39″E / 48.43389°N 28.31083°E
別茲沃德涅（烏克蘭語：Безводне），是烏克蘭的村落，位於該國西南部文尼察州，由莫希利夫-波季利斯基區負責管轄，始建於1946年，面積26.22平方公里，海拔高度214米，2001年人口974。